# Goo Kennedy
Eugene Kennedy, detto Goo (Charlotte, 23 agosto 1949 – 8 dicembre 2020), è stato un cestista statunitense, professionista nella ABA e nella NBA.

## Carriera
Venne selezionato dai Portland Trail Blazers al nono giro del Draft NBA 1971 (139ª scelta assoluta).